# هيكتور ميركادو
هيكتور ميركادو (بالإنجليزية: Héctor Mercado)‏ هو لاعب كرة قاعدة أمريكي، ولد في 29 أبريل 1974 في Cataño, Puerto Rico ‏ في الولايات المتحدة.

## وصلات خارجية
- هيكتور ميركادو على موقع الدوري الياباني لكرة القاعدة (الإنجليزية)
- هيكتور ميركادو على موقعبيزبول رفرنس.كوم (الدوري الرئيسي) (الإنجليزية)
- هيكتور ميركادو على موقعبيزبول رفرنس.كوم (الدوري الثانوي) (الإنجليزية)
- هيكتور ميركادو على موقع إي إس بي إن.كوم (أم.أل.بي) (الإنجليزية)
- هيكتور ميركادو على موقع مشجعي الرسوم البيانية (الإنجليزية)